# Jan Lubodzieski
Jan Lubodzieski (ur. ok. 1523 roku –zm. 24 marca 1562 roku w Starogrodzie) – biskup chełmiński, kanonik warmiński. 

## Życiorys
Studiował w Wittenberdze i Krakowie. Nominowany przez papieża na biskupa 18 listopada 1551, konsekrowany na biskupa 28 kwietnia 1552.
8 czerwca 1552 wyjechał na powitanie króla Zygmunta Augusta, który przyjechał do Torunia. Zwalczał rozwijający się w Toruniu i Chełmnie protestantyzm, usunął rektora chełmińskiego Jana Hoppego. Jego działanie nieco osłabło po wydaniu przez króla przywileju religijnego dla miasta Torunia. Pochowany w Chełmży.